# Venético
Venético (em italiano: Venetico) é uma comuna italiana da região da Sicília, província de Messina, com cerca de 3.691 habitantes. Estende-se por uma área de 4 km², tendo uma densidade populacional de 923 hab/km². Faz fronteira com Roccavaldina, Spadafora, Valdina.

## Demografia
| Variação demográfica do município entre 1861 e 2011                               |
|                                                                                   |
| Fonte: Istituto Nazionale di Statistica (ISTAT) - Elaboração gráfica da Wikipedia |